# Atentado de Menia de 2017
El atentado de Menia de 2017 fue un ataque terrorista que se produjo el 26 de mayo de 2017, cuando un grupo de hombres armados enmascarados abrieron fuego contra un convoy que transportaba a cristianos coptos de Maghagha en la gobernación de Menia (Egipto) al monasterio de San Samuel el Confesor, matando al menos 29 personas e hiriendo a otras 13 personas.

## Antecedentes
La persecución de una de las más antiguas Iglesias cristianas del mundo, la Iglesia ortodoxa copta es histórica, pero se ha recrudecido desde 2013. Los cristianos coptos se han convertido en una de las minorías cristianas más perseguidas del planeta, aunque es el 10 % de la población egipcia la que sigue la fe cristiana copta. Su arraigo en la sociedad egipcia, el hecho de que sean una de las principales minorías cristianas en Oriente Medio, y su valentía a la hora de defender sus derechos, han situado a los cristianos coptos en el blanco de los atentados terroristas del Estado Islámico.
Oficialmente protegidos por el Estado de Egipto, pero socialmente discriminados durante siglos en una nación hegemónicamente musulmana, han sufrido repetidos ataques contra sus templos y propiedades en los últimos años por los radicales islámicos.
Los dos últimos atentados contra la comunidad cristiana copta habían sido:
- El 11 de diciembre de 2016, un atacante suicida asesinó a al menos 29 personas e hirió a otras 47 en la iglesia de San Pedro y San Pablo (comúnmente conocida como El-Botroseya), una capilla junto a la catedral Ortodoxa Copta de San Marcos, sede del papa de la Iglesia ortodoxa copta, en el distrito de Abbassia en El Cairo.[6]
- El 9 de abril de 2017, día del Domingo de Ramos sufrió un doble atentado que ocurrieron en la iglesia copta Mar Guergues (San Jorge en árabe) en Tanta y frente a la catedral de Alejandría. Fueron reivindicados por el Estado Islámico, provocando al menos 53 muertos y 204 heridos.[7][8]

## Ataque
Hombres armados dispararon contra varios vehículos en los cuales viajaban coptos (egipcios adeptos a la fe cristiana), el 26 de mayo de 2017 por la mañana en el sur de Egipto. Hasta el momento, han fallecido 29 personas por el ataque, según un representante de la iglesia. Es el atentado más reciente contra esa minoría religiosa en el país. El obispo Makarios, de la Iglesia ortodoxa copta en la provincia de Menia, dijo que los agresores —quienes viajaban en tres vehículos utilitarios— abrieron fuego contra una camioneta tipo pick-up que transportaba obreros y dos autobuses que trasladaban a fieles que viajaban en convoy al monasterio de San Samuel el Confesor.
El obispo Makarios señaló que muchas de las víctimas recibieron disparos a quemarropa. Entre los muertos hay mujeres, niños y ancianos.

### Testimonio
Una sobreviviente del atentado indicó que «Se llevaron nuestras joyas y dinero, diciendo que era su derecho el hacerlo porque éramos sus rehenes. Más tarde, nos pidieron convertirnos a la fe musulmana, pero nos negamos. En ese momento, empezaron a disparar contra nosotros».

## Autoría
El grupo terrorista Estado Islámico (EI) asumió la autoría del ataque perpetrado contra un autobús en el que viajaban cristianos coptos en la provincia de Menia, en el sur de Egipto y que causó al menos 29 muertos y 13 heridos. En un comunicado, cuya autoría no pudo ser comprobada, difundido a través de Telegram.

## Reacción

### Respuesta Gubernamental en Egipto
Después del ataque, el presidente de Egipto, Abdelfatah Al-Sisi organizó una reunión de emergencia con altos funcionarios de seguridad. Las fuerzas de seguridad en Minya enviaron patrullas y establecieron puestos de control a lo largo de las carreteras en el área en un intento de encontrar a los atacantes.
Las fuerzas militares egipcias han bombardeado "campos de entrenamiento de terroristas" en represalia por un ataque contra los cristianos coptos, dijo el presidente Abdelfatah Al-Sisi. Los medios de comunicación estatales dicen que ataques aéreos afectaron a la ciudad de Derna en la vecina Libia.
Hubo una segunda ola de bombardeos realizado por la Fuerza Aérea Egipcia el 27 de mayo de 2017.

### Reacción internacional

#### Países
- Argelia: El Gobierno argelino criticó el ataque en la región sureña de Menia contra un autobús en que viajaban practicantes de esa confesión y lo calificó de 'terrorista y sangriento'. Abdelaziz Chérif, portavoz del Ministerio de Asuntos Exteriores reafirmó su solidaridad 'con el Gobierno y el pueblo hermano egipcio en la lucha contra el terrorismo'.[20]
- España: El Gobierno español expresó la más rotunda condena del "cobarde" atentado perpetrado contra un autobús de cristianos en Egipto.[21]
- Chile: El Gobierno de Chile a través del Ministerio de Relaciones Exteriores condenó enérgicamente el atentado sufrido por un grupo de cristianos coptos en el pueblo egipcio de Al Adua.[22]
- Panamá: Panamá condenó el ataque contra un autobús de cristianos coptos al sur de El Cairo, en Egipto, que causó 28 muertos y decenas de heridos, y expresó sus condolencias al Gobierno y pueblo egipcio, en especial a los familiares de las víctimas.[23]
- México: El Gobierno de México, a través de la Secretaría de Relaciones Exteriores (SRE), expresó su enérgica condena por el ataque terrorista perpetrado  contra un autobús que transportaba cristianos coptos en Egipto.[24]
- Libia: El Gobierno de Libia apoyado por la Organización de las Naciones Unidas condenó el atentado en Egipto y el bombardeo egipcio en su territorio.[25]
- Sudán: Sudán condenó el ataque terrorista contra un autobús que transportaba a cristianos coptos en la provincia egipcia de Minya, donde murieron al menos 28 personas. El ministerio de Exteriores expresó en un comunicado de prensa su más "enérgica condena por el ataque armado que dejó docenas de personas inocentes muertas".[26]
- Estados Unidos: El presidente de Estados Unidos, Donald Trump, culpó al ataque de "organizaciones malignas de terror" y "ideología torpe"[27][28]
- Rusia: El presidente ruso, Vladímir Putin, condenó el atentado perpetrado contra cristianos coptos en Egipto y reafirmó el apoyo del Kremlin a El Cairo en la lucha antiterrorista.[29][30]
- Colombia: "Rechazo terrorismo en Egipto que deja decenas de víctimas. Todo acto de barbarie es repudiable. Mi solidaridad con el pueblo egipcio" - indicó Juan Manuel Santos vía Twitter.[31][32] La Cancillería de Colombia condenó el ataque perpetrado contra un autobús en el que viajaban cristianos en la provincia de Minia, en el sur de Egipto, y que causó al menos 29 muertos y 13 heridos. Por medio de un comunicado la cancillería condenó este atentado terrorista y expresó su solidaridad al Gobierno de Egipto y también a las familias de los fallecidos.[33][34]
- Francia: El ministro francés de Asuntos Exteriores, Jean-Yves Le Drian, ha condenado con la mayor firmeza en nombre de Francia el ataque. A través de un comunicado, el jefe de la diplomacia francesa ha subrayado que "nadie debe temer por su vida ejerciendo el derecho fundamental de practicar libremente su fe", y ha expresado su "indignación" por este "acto cobarde y bárbaro que enluta Egipto".[32]
- Israel: Israel condenó el atentado cometido en Egipto en el que murieron al menos 28 personas cuando un autobús en el que viajaban cristianos coptos fue tiroteado en un pueblo de la provincia meridional de Minia. "Israel condena con firmeza el grave ataque terrorista en Egipto y envía sus condolencias al presidente egipcio (Abdelfatah Al Sisi) y al pueblo egipcio", expresó en un comunicado difundido por la Oficina del primer ministro, Benjamin Netanyahu.[32][29] El edificio del ayuntamiento de Tel Aviv-Yafo mostró tonos rojos, blancos, negros y dorados el 27 de mayo de 2017 por la noche mientras se iluminaba en solidaridad con Egipto.[35]
- China: El primer ministro chino, Li Keqiang, envió condolencias a su homólogo egipcio, Sherif Ismail, por el ataque terrorista ocurrido el viernes en Minya, Egipto, que dejó al menos 28 personas muertas. En un mensaje, Li condenó fuert emente el atentado y expresó su sincera solidaridad con Ismail, las familias de las víctimas y los heridos e indicó que el Gobierno chino continuará apoyando firmemente al Gobierno egipcio en sus esfuerzos para salvaguardar la estabilidad nacional del país africano.[36]
- Jordania: El rey Abdalá II de Jordania denunció el atentado, que todavía no se ha atribuido ningún grupo,y lo definió como un "acto cobarde que no tiene nada que ver con los valores humanos o religiosos". El monarca expresó su "apoyo" a Egipto en "su guerra contra el terrorismo", según el comunicado enviado por la Casa Real jordana.[29][37]
- Irak: El Ministerio de Exteriores iraquí hizo hincapié en "la necesidad de golpear fuertemente en todos los lugares del extremismo". Y dio su apoyo al "pueblo egipcio y al Gobierno para luchar contra todos los grupos terroristas que atacan la unidad del pueblo".[37]
- Irán: El portavoz del Ministerio de Exteriores de Irán, Bahram Qasemi, expresó la solidaridad de Irán con el Gobierno y la nación de Egipto por el atentado terrorista contra un autobús que transportaba peregrinos cristianos coptos. 28 personas murieron en el ataque. Además condenó tajantemente el ataque contra los cristianos en Egipto y lo cataloga como un ‘ejemplo claro del sectarismo patrocinado’.[38]
- Líbano: el primer ministro libanés, Saad Hariri, afirmó que se encuentran "horrorizados por este atroz crimen que ocurre después de una serie de ataques contra personas inocentes en muchos países". "Debemos concentrar nuestros esfuerzos para derrotar al extremismo y erradicar el terrorismo que son contrarios a los valores religiosos y morales, ofenden al islam y a los musulmanes e incitan al caos y a los conflictos entre las comunidades", indicó Hariri en un comunicado.[29][37]
- Arabia Saudita: El ministerio de Relaciones Exteriores de Arabia Saudita expresó, en un escueto comunicado, su condena más "enérgica" al ataque armado que causó "la muerte y herida de decenas de inocentes".[29]
- Emiratos Árabes Unidos: En Dubái, los Emiratos Árabes Unidos conmemoraron los ataques al encender el Burj Khalifa en colores de bandera egipcia y el Águila de Saladino.[39]
- Paraguay: El Gobierno del Paraguay condenó y repudió el atentado terrorista y expresó su solidaridad con el Gobierno y pueblo de Egipto.[40]
- Nicaragua: Nicaragua expresó sus condolencias y solidaridad al pueblo y al Gobierno de Egipto, tras el atentado terrorista que provocó la muerte de 29 personas en la Voz de la vicepresidenta del país Rosario Murillo.[41]

### Territorios no autónomos
- República Árabe Saharaui Democrática: El presidente de la RASD, Brahin Gali, por su parte, condenó la acción violenta mediante un mensaje a su homólogo egipcio Abdel-Fattah al Sisi en el que expresa también sus condolencias, solidaridad y apoyo a los familiares de las víctimas. Gali calificó el hecho de 'cobarde atentado' y 'práctica brutal' y reiteró 'el compromiso del Estado saharaui de combatir todas las formas de extremismo y terrorismo, sobre la base de sus obligaciones internacionales y en el marco de la Unión Africana'.[20][42]

### Organizaciones internacionales
- Organización de las Naciones Unidas: El secretario general de la Organización de Naciones Unidas (ONU), Antonio Guterres, y el Consejo de Seguridad emitieron condenas enérgicas contra el atentado terrorista que causó la muerte de 29 personas en la ciudad de Minya, en Egipto.[43][44]

### Organizaciones religiosas
- Al-Azhar: El gran imán de al-Azhar Ahmed el-Tayeb dijo desde Alemania: "Llamo a los egipcios a unirse frente a este brutal terrorismo"[28]
- Santa Sede: El cardenal secretario de Estado, Pietro Parolin, declaró en un telegrama al presidente Abdel Fattah el-Sisi que el papa Francisco "estaba profundamente entristecido al enterarse del ataque bárbaro". Expresa su "sincera solidaridad con todos los afectados por esta violenta indignación". "El papa Francisco asegura a sus familias afligidas ya todos los que han sido heridos de sus ardientes oraciones, y promete su intercesión continua por la paz y la reconciliación en todo el país"[45] En un mensaje pronunciado tras el rezo del Regina Coeli en la plaza de San Pedro, el papa Francisco volvió a mostrar su cercanía y solidaridad con las víctimas y familiares de los atentados terroristas en Egipto y Mánchester y lamentó estos hechos.[46][47][48]
- El Congreso Judío Latinoamericano condenó el ataque y llamó a los líderes mundiales a actuar rápidamente en protección de los cristianos en Medio Oriente.[49]